# 弗利特河 (南荷兰省)

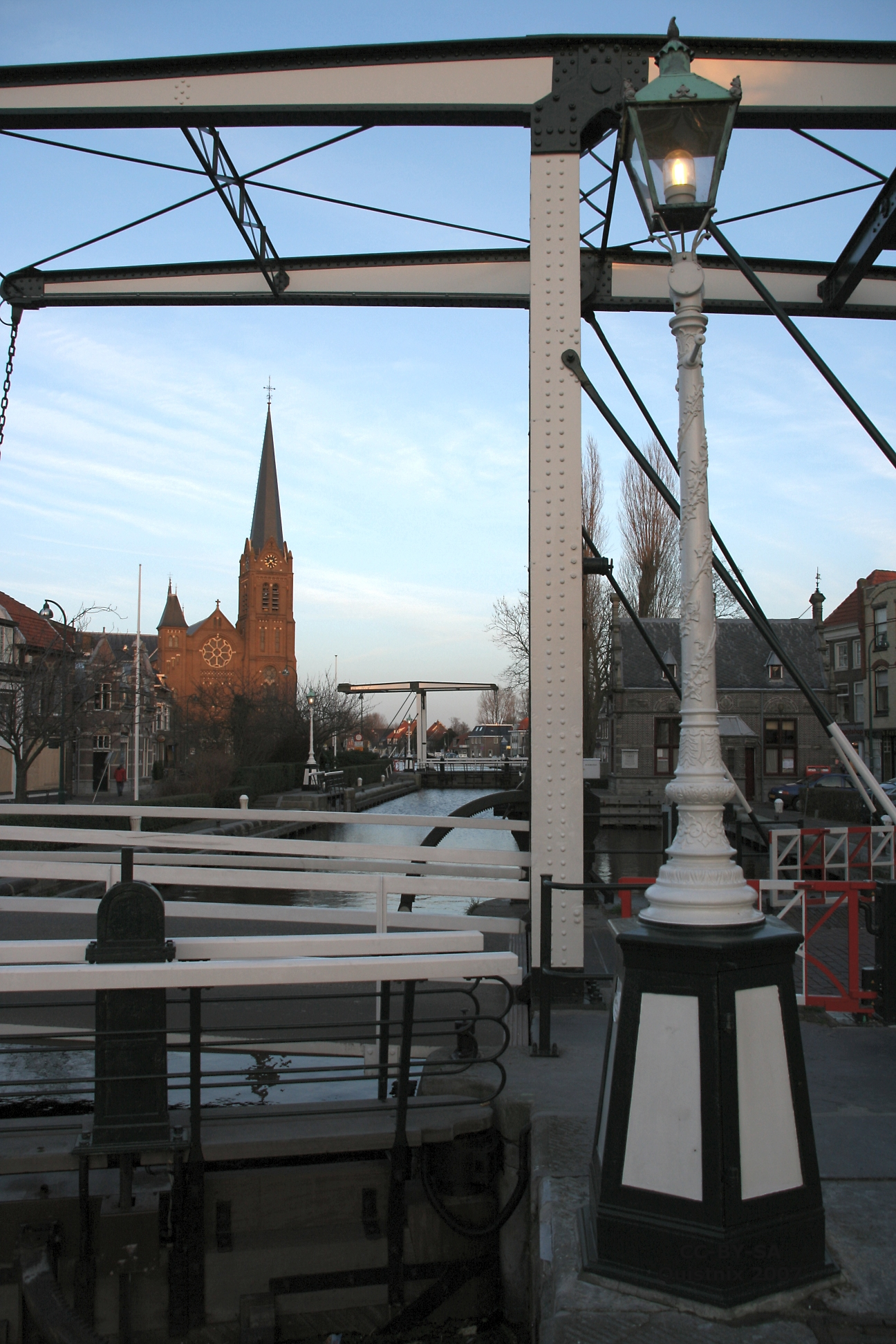
莱岑丹的船闸

弗利特河（荷蘭語：Vliet，發音：[vlit] ⓘ）是荷兰西部南荷蘭省的运河，位于莱顿以南，福尔斯霍滕和莱岑丹-福尔堡以东，是莱茵河—斯希河运河的一部分。